# Forest Hill (Louisiana)
Forest Hill è un comune degli Stati Uniti d'America, situato nello Stato della Louisiana, in particolare nella parrocchia di Rapides.